# Romantikus zeneszerzők listája

## Időskála
Az alábbi időskálákon a romantikus zene legnagyobb zeneszerzői találhatók:
Korai romantika:
Késői romantika:

## Betűrendes lista
| Ábécé szerinti tartalomjegyzék                                        |
| --------------------------------------------------------------------- |
| A B C Cs D E F G Gy H I J K L M N Ny O P Q R S Sz T Ty U V W X Y Z Zs |

## A
- Adolphe-Charles Adam (1803–1856)
- Isaac Albéniz (1860–1909)
- Hugo Alfvén (1872–1960)
- Charles-Valentin Alkan (1813–1888)
- Anton Sztyepanovics Arenszkij (1861–1906)
- Daniel Auber (1782–1871)
- Alexander Alyabyev (1787–1851)
- Arnold Schönberg  (1874–1951)

## B
- Francis Edward Bache (1833–1858)
- Milij Alekszejevics Balakirev (1837–1910)
- Michael William Balfe (1808–1870)
- Amy Beach (1867–1944)
- Ludwig van Beethoven (1770–1827)
- Vincenzo Bellini (1801–1835)
- Hector Berlioz (1803–1869)
- Franz Berwald (1796–1868)
- Georges Bizet (1838–1875)
- Nicolas-Charles Bochsa (1789–1856)
- Arrigo Boito (1842–1918)
- Alekszandr Borogyin (1833–1887)
- Sergei Bortkiewicz (1877–1952)
- Johannes Brahms (1833–1897)
- Max Bruch (1838–1920)
- Anton Bruckner (1824–1896)
- Ignaz Brüll (1846–1907)
- Norbert Burgmüller (1810–1836)
- Ferruccio Benvenuto Busoni (1866–1924)

## C
- Joseph Canteloube (1879–1957)
- Ferdinando Carulli (1770 k.–1841)
- Alexis Chabrier (1841–1894)
- George Whitefield Chadwick (1854–1931)
- Cécile Chaminade (1857–1944)
- Gustave Charpentier (1860–1956)
- Ernest Chausson (1855–1899)
- Frédéric Chopin (1810–1849)
- Francesco Cilea (1866–1950)
- Frederick Converse (1871–1940)
- Carl Czerny (1791–1857)

## CS
- Pjotr Iljics Csajkovszkij (1840–1893)

## D
- Eugen d'Albert (1864–1932)
- José Vianna da Motta (1868–1948)
- Claude Achille Debussy (1862–1918)
- Edouard Deldevez (1817–1897)
- Léo Delibes (1836–1891)
- Frederick Delius (1862–1934)
- Luigi Denza (1846–1922)
- Vincent d’Indy (1851–1931)
- Dohnányi Ernő (1877–1960)
- Gaetano Donizetti (1797–1848)
- Alexander Dreyschock (1818–1869)
- Antonín Dvořák (1841–1904)
- Paul Dukas (1865–1935)

## E
- Edward Elgar (1857–1934)
- Erkel Ferenc (1810–1893)

## F
- Gabriel Fauré (1845–1924)
- Zdenek Fibich (1850–1900)
- John Field (1782–1837)
- César Franck (1822–1890)
- Johann Fuchs (1842–1899)
- Robert Fuchs (1847–1927)

## G
- Niels Gade (1817–1890)
- Edward German (1862–1936)
- Alekszandr Konsztantyinovics Glazunov (1865–1936)
- Reinhold Gliere (1875–1956)
- Mihail Ivanovics Glinka (1804–1857)
- Alexander Goedicke (1877–1957)
- Goldmark Károly (1830–1915)
- Louis Moreau Gottschalk (1829–1869)
- Charles Gounod (1818–1893)
- Antõnio Carlos Gomes (1836–1896)
- Enrique Granados (1867–1916)
- Alekszandr Grecsanyinov (1864–1956)
- Edvard Grieg (1843–1907)

## H
- Reynaldo Hahn (1874–1947)
- Anthony Philip Heinrich (1781–1861)
- Adolph Henselt (1814–1889)
- Victor Herbert (1859–1924)
- Henri Herz (1803–1888)
- Joseph Holbrooke (1878–1958)
- Augusta Holmes (1847–1903)
- Hans Huber (1852–1921)
- Johann Nepomuk Hummel (1778–1837)
- Henry Holden Huss (1862–1953)
- Engelbert Humperdinck (1854–1921)

## J
- Louis-Antoine Jullien (1812–1860)

## K
- Vaszilij Kalinnyikov (1866–1901)
- Friedrich Kiel (1827–1881)
- Cezar Antonovics Kjui (1835–1918)
- Friedrich Kuhlau (1786–1832)
- Theodor Kullak (1818–1882)

## L
- Édouard Lalo (1823–1892)
- Josef Lanner (1801–1843)
- Lehár Ferenc (1870–1948)
- Ruggero Leoncavallo (1858–1919)
- Otto Lindblad (1809–1864)
- Liszt Ferenc (1811–1886)
- Mikola Liszenko (1842–1912)
- Henry Charles Litolff (1818–1891)
- Anatolij Konsztantinovics Ljadov (1855–1914)
- Szergej Ljapunov (1859–1924)
- Charles Martin Loeffler (1861–1935)
- Carl Loewe (1796–1869)
- Albert Lortzing (1801–1851)
- Alexandre Luigini (1850–1906)

## M
- Edward MacDowell (1860–1908)
- Alexander Campbell Mackenzie (1847–1935)
- Albéric Magnard (1865–1914)
- Giuseppe Martucci (1856–1909)
- Joseph Marx (1882–1964)
- Nikolai Karlovich Medtner (1880–1951)
- Jules Massenet (1842–1912)
- Fanny Mendelssohn (1805–1847)
- Felix Mendelssohn Bartholdy (1809–1847)
- Giacomo Meyerbeer (1791–1864)
- Hélène de Montgeroult (1764–1836)
- Ignaz Moscheles (1794–1870)
- Moritz Moszkovszkij (1854–1925)
- Modeszt Petrovics Muszorgszkij (1839–1881)

## N
- Otto Nicolai (1810–1849)

## O
- Jacques Offenbach (1819–1880)
- Georges Onslow (1784–1853)
- Frederick Ouseley (1825–1889)

## P
- Ignacy Jan Paderewski (1860–1941)
- Niccolò Paganini (1782–1840)
- John Knowles Paine (1839–1906)
- Horatio Parker (1863–1919)
- Hubert Parry (1848–1918)
- Gabriel Pierné (1863–1937)
- Henry Hugo Pierson (1815–1873)
- Amilcare Ponchielli (1834–1886)
- Giacomo Puccini (1858–1924)

## R
- Szergej Rahmanyinov (1873–1943)
- Max Reger (1873–1916)
- Anton Reicha (1770–1836)
- Ottorino Respighi (1879–1936)
- Julius Reubke (1834–1858)
- Ferdinand Ries (1784–1838)
- Nyikolaj Andrejevics Rimszkij-Korszakov (1844–1908)
- Gioachino Rossini (1792–1868)
- Anton Grigorjevics Rubinstejn (1829–1894)

## S
- Camille Saint-Saëns (1835–1921)
- Pablo de Sarasate (1844–1908)
- Emil von Sauer (1862–1942)
- Franz Xaver Scharwenka (1850–1924)
- Ernest Schelling (1876–1939)
- Franz Schmidt (1874–1939)
- Othmar Schoeck (1886–1957)
- Franz Schubert (1797–1828)
- Clara Schumann (1819–1896)
- Robert Schumann (1810–1856)
- Fritz Seitz (1848–1918)
- Déodat de Séverac (1872–1921)
- Jean Sibelius (1865–1957)
- Christian Sinding (1856–1941)
- Fernando Sor (1778–1839)
- Bedřich Smetana (1824–1884)
- Louis Spohr (1784–1859)
- John Stainer (1840–1901)
- Charles Villiers Stanford (1852–1924)
- Wilhelm Stenhammar (1871–1927)
- Sigismond Stojovski (1879–1946)
- Eduard Strauss (1835–1916)
- Johann Strauss (1804–1849)
- Ifj. Johann Strauss (1825–1899)
- Josef Strauss (1827–1870)
- Josef Suk (1874–1935)
- Arthur Sullivan (1842–1900)
- Franz von Suppé (1819–1895)
- Johan Svendsen (1840–1911)

## SZ
- Alekszandr Szkrjabin (1872–1915)

## T
- Szergej Tanyejev (1856–1915)
- Francisco Tarrega (1852–1909)
- Ambroise Thomas (1811–1896)
- Donald Francis Tovey (1875–1940)

## V
- Giuseppe Verdi (1813–1901)
- Louis Vierne (1870–1937)
- Volkmann Róbert /Friedrich Robert Volkmann/ (1815–1883)

## W
- Richard Wagner (1813–1883)
- Émile Waldteufel (1837–1915)
- Carl Maria von Weber (1786–1826)
- Felix Weingartner (1863–1942)
- Charles-Marie Widor (1845–1937)
- Henryk Wieniawski (1835–1880)
- Hugo Wolf (1860–1903)
- Haydn Wood (1882–1959)

## Y
- Eugène Ysaÿe (1858–1931)